# Samsung Galaxy S III
Samsung Galaxy S III (заводской индекс GT-i9300) — флагманский смартфон компании Samsung Electronics на основе операционной системы Android Jelly Bean. Samsung Galaxy S III вошёл в тройку флагманских смартфонов 2012 года, в которую, помимо него, вошли Apple iPhone 5 и Nokia Lumia 920.
Смартфон был представлен 3 мая 2012 года в Лондоне. Смартфон использует четырёхъядерный центральный процессор Exynos 4412 производства Samsung либо двухъядерный Qualcomm Snapdragon S4, дисплей HD SuperAMOLED с диагональю 4,8 дюйма, аккумулятор ёмкостью 2100 мА·ч, 8-мегапиксельную камеру, 1 Гб оперативной памяти и ряд новых «интеллектуальных» функций, например, собственную разработку Samsung — технологию Smart Stay, которая, благодаря фронтальной камере, распознаёт взгляд пользователя, направленный на дисплей, и предотвращает снижение яркости и блокировку дисплея (с последними версиями прошивки Smart Stay доступно и для Galaxy S II). В продажу поступили три исполнения устройства, отличающиеся друг от друга объёмом флеш-памяти, первое имеет 16 Гб флеш-памяти, второе — 32 Гб, третье — 64 Гб. Samsung Galaxy S III стал преемником Samsung Galaxy S II, предыдущего флагмана среди смартфонов Samsung, с улучшенными техническими показателями. Прием Samsung Galaxy S III был особенно положительным, несмотря на критику материалов корпуса и дизайна.

## Описание
По словам представителей Samsung, основой дизайна смартфона стали «естественные формы и природный минимализм», выражением которого стали плавные обводы, тонкий корпус и несколько цветовых решений. На верхнем торце расположен разъём 3,5 мм для гарнитуры и вспомогательный микрофон, на нижнем торце — разъём MicroUSB для соединения с зарядным устройством и дата-кабелем, а также микрофон (основной), на правом торце находится клавиша питания, а левый торец имеет качельку регулировки громкости. На задней части аппарата расположена 8-мегапиксельная камера и светодиодная вспышка, а также динамик; практически всю лицевую сторону занимает дисплей HD SuperAMOLED с диагональю 4,8 дюйма, также на ней находятся фронтальная камера, речевой динамик, датчики приближения и освещённости, а также три клавиши — одна механическая («домой») и две сенсорные («открыть контекстное меню» и «назад»). Основной материал корпуса — пластик.
В Galaxy S III реализовано несколько специальных функций. Также Galaxy S III может подключаться к «умным» телевизорам без проводов с помощью технологии «AllShare Cast».
4.0.4
4.1.2
4.2.2
4.3.1
43 more

## Технические данные

### Аппаратное обеспечение

#### Процессор
Бо́льшая часть моделей использует 4-ядерную СнК Samsung Exynos 4 (ранее упоминавшуюся как Exynos 4412) с тактовой частотой 1,4 ГГц. Версия для США, поддерживающая LTE (4G), использует 2-ядерный процессор от Qualcomm Snapdragon S4.

#### Камеры
В смартфон встроены две камеры — основная, с разрешением в 8 мегапикселей, и фронтальная — на 1,9 мегапикселя. Основная камера оснащена функциями автофокуса, нулевой задержки срабатывания затвора, а также сенсором с обратной засветкой (BSI, Backside Illumination).
Помимо стандартных функций, в основную камеру Samsung Galaxy S III была добавлена функция «Burst Shot», позволяющая сделать серию из двадцати снимков в автоматическом режиме, и «Best Photo», выбирающая лучший из восьми сделанных снимков. Основная камера позволяет записывать видео высокой чёткости (Full HD) с частотой до 30 кадров в секунду.

### Программное обеспечение
Galaxy S III изначально поставлялся с Android версии 4.0.4 «Ice Cream Sandwich», затем получил обновление до 4.1.2 «Jelly Bean».
В декабре 2013 года началось обновление до версии 4.3. Для корейской версий аппарата было выпущено обновление до Android 4.4.4 KitKat.
В качестве интерфейса использует фирменную оболочку Samsung TouchWiz 5.0 «Nature UX».

#### Функции
Имеет голосовые команды При помощи голосовых команд вы можете управлять устройством, включая основные функции. Не нажимая кнопок, можно получить доступ к устройству при помощи голоса.
Поддержка видеочата.
Может использоваться в качестве точки доступа wifi
Smart Stay
Технология Smart Stay позволяет предотвратить снижение яркости или отключение дисплея, пока пользователь смотрит на него. За глазом следит фронтальная камера, расположенная над дисплеем, если она «замечает» глаз, смотрящий на дисплей смартфона, то предотвращает снижение яркости и отключение дисплея, при этом в правой части строки уведомлений будет показана иконка с глазом в знак того, что камера «видит» глаза, смотрящие на дисплей, и предотвратит преждевременное отключение дисплея.
S Voice
Голосовое управление смартфоном с помощью системы распознавания естественной речи. Помимо обработки обычных команд, позволяющих управлять основными функциями телефона, например, открытием приложений и работы с ними, «S Voice» может отвечать на вопросы, используя доступную информацию о пользователе и различные интернет-службы. Функция поддерживает британский и американский английский, итальянский, немецкий, русский, французский, испанский и корейский языки.
Smart Alert
Благодаря технологии Smart Alert смартфон подаёт вибросигнал при взятии телефона в руку в случае наличия пропущенных звонков или непрочитанных сообщений.
Социальные теги (Social Tag)
Функция распознавания людей на сделанных камерой смартфона снимках путём их сравнения с фотографиями из списка контактов пользователя. Функция «Share» позволяет поделиться фотографиями с людьми, которых Galaxy S III «узнал» на снимке.
Direct Call
Технология «Direct Call» позволяет совершить звонок, просто поднеся телефон к уху при написании сообщений или просмотре контактных данных абонента.
S Beam
Технология S Beam является расширением NFC-функции «Android Beam» и позволяет обмениваться файлами с другими смартфонами Samsung Galaxy S III через Wi-Fi Direct путём соприкосновения двух аппаратов.
Интеллектуальный поворот
Функция интеллектуального поворота отключает автоматический поворот экрана, определяет положение лица с помощью передней камеры и соответствующим образом поворачивает экран.

### Цветовые варианты
Первоначально было представлено два цветовых варианта смартфона — «Морская галька» (тёмно-синий) и «Белый мрамор» (белый). Впоследствии были выпущены варианты «Красный гранат», «Чёрный сапфир» и «Серый титан».

## Продажи
Смартфон поступил в продажу 29 мая 2012 года в большей части европейских стран, в России продажи смартфонов Samsung Galaxy S III начались 5 июня 2012 года.
За II квартал 2012 года Samsung Electronics удалось продать 6,5 млн смартфонов Samsung Galaxy S III и обеспечить себе рекордную чистую прибыль — $4,5 млрд.. По сравнению с аналогичным периодом прошлого года она выросла на 48 %, а по сравнению с I кварталом 2012 года рост чистой прибыли Samsung Electronics составил 3 %.
6 сентября 2012 года число проданных смартфонов Samsung Galaxy S III достигло отметки в 20 млн, а к 3 ноября 2012 года — в 30 млн.
Эксперты полагают, что успеху в продажах Samsung Galaxy S III послужила «агрессивная» реклама смартфона.
На презентации нового смартфона Samsung Galaxy S IV, состоявшейся 15 марта 2013 года, было объявлено о том, что продажи смартфонов Samsung Galaxy S III на 1 января 2013 года составили 40 млн штук.